# Пак, Моисей
Моисей Пак (21 ноября 1914 года, деревня Тхаянчон, Никольск-Уссурийский уезд, Приморская область, Приамурский край, Российская империя — дата смерти неизвестна) — звеньевой колхоза имени Микояна Нижне-Чирчикского района Ташкентской области, Узбекская ССР. Герой Социалистического Труда (1951).

## Биография
Родился в 1914 году в крестьянской семье в деревне Тхаянчон Никольск-Уссурийского уезда Приморской области.
В 1931 году окончил семь классов неполной школы. С 1932 года — рядовой колхозник колхоза «Красный луч» в селе Тхаянчон. В 1937 году — рядовой колхозник колхоза имени НКВД во Владивостоке.
В 1937 году депортирован на спецпоселение в Карагандинскую область, Казахская ССР. С 1938 года — рабочий одного из колхозов в Караганде. С 1938 года проживал в Нижне-Чирчикском районе Ташкентской области, где трудился рядовым колхозником в колхозе «Восточный партизан». После окончания бухгалтерских курсов в 1941 году трудился счетоводом, бригадиром полеводческой бригады в этом же колхозе (1941—1943). В 1942 году вступил в ВКП(б). Во время Великой Отечественной войны был призван на трудовой фронт, трудился на шахте № 2 в посёлке Ахан Гаранского района Ташкентской области (1943—1945).
В последующие годы — рядовой колхозник колхоза имени Кирова Средне-Чирчикского района (1947—1948), рядовой колхозник колхоза «Авангард» Средне-Чирчикского района (1948—1950), рядовой колхозник, звеньевой полеводческого звена колхоза имени Микояна (1950—1951).
В 1951 году звено Моисея Пака собрало в среднем по 100,4 центнера зеленцового стебля кенафа с каждого гектара на участке площадью 4,3 гектара. Указом Президиума Верховного Совета СССР от 17 июля 1951 года удостоен звания Героя Социалистического Труда с вручением ордена Ленина и золотой медали «Серп и Молот».
В последующие годы — рядовой колхозник, звеньевой полеводческого звена, бригадир полеводческой бригады колхоза имени Димитрова Нижне-Чирчикского района (1951—1954), рядовой колхозник колхоза имени Будённого Весёловского района Ростовской области (1954—1956), рядовой колхозник колхоза имени Кирова, колхоза имени Ленина Новочеркасского района Ростовской области (1956—1962), рабочий овощеводческой бригады колхоза имени XXII партсъезда в Азове Ростовской области (1962), бригадир рисоводческой бригады совхоза «Суховский» Пролетарского района Ростовской области (1962—1965), рядовой колхозник рисоводческой бригады в колхозе «40 лет Октября» Неклиновского района Ростовской области (1965—1966), звеньевой полеводческого звена в совхозе «Койсугский» Азовского района Ростовской области (1966—1969), бригадир овощеводческой бригады в совхозе «Задонский» Азовского района (1969—1970), бригадир овощеводческой бригады в совхозе «Ново-Батайский» Азовского района (1970), бригадир овощеводческой бригады в совхоза «Мичуринец» Азовского района (1970—1971), рабочий совхоза «Койсугский» Азовского района (1971—1974), рабочий-полевод Азовского оптико-механического завода (1974), рабочий совхоза «Койсугский» Азовского района (1974—1975).
В 1975 году вышел на пенсию. Персональный пенсионер союзного значения. Продолжал трудиться рабочим в совхозе «Мирный» Дубовского района Ростовской области (1975), на хлебозаводе № 1 в Ростове-на-Дону (1976).
Потом проживал в селе Кулешовка Азовского района Ростовской области.
Дата смерти не установлена.
Награды
- Герой Социалистического Труда
- Орден Ленина
- Орден Трудового Красного Знамени (1950)